# Григорьева, Александра Павловна
Александра Павловна Григо́рьева (1905—1999) — советская оперная певица (меццо-сопрано), заслуженная артистка РСФСР (1955), лауреат Сталинской премии (1951).

## Биография
Родилась в крестьянской семье. Трудовой путь начала счетоводом в 1922 году. Одновременно выступала в составе 1-го Московского хора революционно-бытовой песни народов СССР, обучалась вокальному искусству.
В 1925—1927 гг. училась в музыкальном училище им. А. Рубинштейна в Москве, в 1932 году — окончила вокальное отделение ГИТИСа (Учебно-театральный комбинат, «Теавуз»), в 1941 году — оперно-драматическую студию К. С. Станиславского. Воспитанница певиц Е. Ф. Петренко и М. Г. Гуковой, большое влияние оказал Б. М. Евлахов. Актёрским мастерством овладевала под непосредственным руководством К. С. Станиславского.
С 1932 по 1938 годы работала вокалисткой во МХАТе. В период Великой Отечественной войны была участником Фронтового театра Всероссийского театрального общества, выступала с концертной бригадой на фронте.
В 1941—1948 годах — ведущая солистка Оперно-драматической студии (с 1945 года — театр) К. С. Станиславского. В числе исполненных партий Евдокия («Дмитрий Донской» Крюкова), Княгиня Лиговская («Княжна Мэри» Дехтерева), Лель («Снегурочка» Римского-Корсакова), Миссис Пейдж («Виндзорские проказницы» Николаи), Сузуки («Чио-Чир-Сан» Пуччини), Хивря («Сорочинская ярмарка» Мусоргского).
В 1949—1950 гг. гастролировала в составе концертного коллектива солистов Большого театра.
В 1950 г. она получила приглашение в Пермский театр оперы и балета им. П. И. Чайковского, в котором работала по 1961 г. На пермской сцене с успехом исполнила целый ряд ведущих партий: Амнерис («Аида» Верди), Кармен (опера Бизе), Княгиня («Русалка» Даргомыжского), Княгиня («Чародейка» Чайковского), Любаша («Царская невеста» Римского-Корсакова), Марина Мнишек («Борис Годунов») и Марфа («Хованщина» Мусоргского), Машка («Иван Болотников» Степанова, Сталинская премия), Шарлотта («Вертер» Массне) и др.
Избиралась в областные и районные органы власти, в руководство общественных организаций. С 1955 г. занимала должность заместителя председателя правления Молотовского, Пермского отделения ВТО. В обширном репертуаре певицы значительное место занимали романсы Чайковского, Рахманинова, Римского-Корсакова и других русских композиторов.
С 1962 г. проживала в г. Москве. По направлениям ВТО работала ряд лет преподавателем-консультантом в музыкальных театрах городов России.
В 1964—1966 гг. была направлена педагогом по вокалу в г. Улан-Батор в Театр оперы и балета Монголии, где в последний раз выступила в одном из оперных спектаклей. В составе театров и с сольными концертами выступала более чем в 30 городах СССР. Проживая в Москве, давала шефские концерты и безвозмездно вела частные уроки до конца жизни.

## Оценки творчества
По отзывам критики, Григорьева имела хорошие вокальные данные с отличным средним регистром и эффектным пиано. Утверждала на театральной сцене традиции поющего артиста, создающего образ не только вокальными, но и актёрскими, сценическими средствами.

## Дополнительные факты
1. Работа Григорьевой над партиями Сузуки и Миссис Пейдж в операх «Чио-Чио-Сан» и «Виндзорские проказницы» велась под непосредственным руководством К. С. Станиславского.
2. В оперно-драматической студии К. С. Станиславского преподавали выдающиеся оперные и драматические артисты: дирижёр Большого Театра Н. Голованов, народная артистка СССР А. Нежданова, известная оперная певица-педагог М. Гукова, заслуженная артистка республики З. Соколова, народный артист СССР М. Кедров и другие.
3. В 1949 г. А. П. Григорьева прошла конкурс на ведущую солистку в Большой Театр, однако по анкетным данным была отклонена, в связи с тем, что старший брат Николай Григорьев с семьей оказался на оккупированной немцами территории на юге России.
4. В Государственном архиве Пермского края имеется личный фонд А. П. Григорьевой (Р-1553).

## Сочинения
- Воспоминания оперной певицы // Вестник российской литературы. 2013. XXIII. С.76—87.
- Выступление на съезде ВТО // Всерос. театр. о-во. Х съезд. Москва, 1959. М., 1960. С. 154—158.
- Для улыбки нужен мир // Звезда [г. Пермь].1959. 6 нояб.
- Зачем вы идете в театр? :[Воспоминания о К. С. Станиславском] // Театральная жизнь. 1963. № 1. С. 16.
- Путём Станиславского: Воспоминания оперной певицы / Подготовка текста, ред. и предисл. В. А. Порозова; Перм. гос. пед. ун-т; Перм. отд-ние СТД РФ (ВТО). Пермь, 2010. 104 с.